# Regionalwahl in Latium 2023
Die Regionalwahl in Latium 2023 fand am 12. und 13. Februar statt; der Regionalrat und der Präsident der Region Latium wurden gleichzeitig gewählt.

## Wahlergebnis
| Kandidaten                                  | Kandidaten             | Stimmen   | %    | Listen                     | Stimmen   | %    | Mandate |
| ------------------------------------------- | ---------------------- | --------- | ---- | -------------------------- | --------- | ---- | ------- |
|                                             | Francesco Roccagewählt | 936.388   | 53,9 | Fratelli d’Italia          | 520.731   | 33,6 | 22      |
| Lega Salvini Premier                        | Francesco Roccagewählt | 936.388   | 53,9 | 131.811                    | 8,5       | 3    |         |
| Forza Italia                                | Francesco Roccagewählt | 936.388   | 53,9 | 130.566                    | 8,4       | 3    |         |
| Lista Civica Francesco Rocca Presidente     | Francesco Roccagewählt | 936.388   | 53,9 | 31.452                     | 2,0       | 1    |         |
| Unione di Centro - Verde è Popolare         | Francesco Roccagewählt | 936.388   | 53,9 | 25.000                     | 1,6       | 1    |         |
| Noi Moderati - Rinascimento Sgarbi          | Francesco Roccagewählt | 936.388   | 53,9 | 17.406                     | 1,1       | –    |         |
| ↳ Gesamt                                    | Francesco Roccagewählt | 936.388   | 53,9 | 856.966                    | 55,3      | 30   |         |
|                                             | Alessio D’Amato        | 581.974   | 33,5 | Partito Democratico        | 313.658   | 20,3 | 10      |
| Azione - Italia Viva                        | Alessio D’Amato        | 581.974   | 33,5 | 75.306                     | 4,9       | 2    |         |
| Lista Civica D’Amato Presidente             | Alessio D’Amato        | 581.974   | 33,5 | 47.194                     | 3,0       | 1    |         |
| Verdi e Sinistra - Europa Verde - Possibile | Alessio D’Amato        | 581.974   | 33,5 | 42.330                     | 2,7       | 1    |         |
| Democrazia Solidale                         | Alessio D’Amato        | 581.974   | 33,5 | 18.417                     | 1,2       | –    |         |
| +Europa - Radicali Italiani - Volt          | Alessio D’Amato        | 581.974   | 33,5 | 14.870                     | 1,0       | –    |         |
| Partito Socialista Italiano                 | Alessio D’Amato        | 581.974   | 33,5 | 7.986                      | 0,5       | –    |         |
| Nicht gewählte Direktkandidat               | Alessio D’Amato        | 581.974   | 33,5 | –                          | –         | 1    |         |
| ↳ Gesamt                                    | Alessio D’Amato        | 581.974   | 33,5 | 519.761                    | 33,6      | 15   |         |
|                                             | Donatella Bianchi      | 186.860   | 10,8 | Movimento 5 Stelle         | 132.267   | 8,5  | 4       |
| Polo Progressista di Sinistra & Ecologista  | Donatella Bianchi      | 186.860   | 10,8 | 18.760                     | 1,2       | 1    |         |
| ↳ Gesamt                                    | Donatella Bianchi      | 186.860   | 10,8 | 151.027                    | 9,8       | 5    |         |
|                                             | Sonia Pecorilli        | 16.962    | 1,0  | Partito Comunista Italiano | 10.229    | 0,7  | –       |
|                                             | Rosa Rinaldi           | 15.361    | 0,9  | Unione Popolare            | 10.305    | 0,7  | –       |
| Gesamt                                      | Gesamt                 | 1.737.545 | 100  |                            | 1.548.288 | 100  | 50      |